# Hod haScharon
Hod haScharon (hebräisch הוֹד הַשָּׁרוֹן Hōd ha-Scharōn, deutsch ‚Ruhm der Scharon‘; arabisch هود هشارون Hūd haSchārūn) ist eine israelische Stadt in der Scharonebene, im Zentralbezirk. Im Norden grenzt sie an Kfar Saba, unmittelbar im Süden an Petach Tikwa. Mit dem Auto erreicht man Hod haScharon von Tel Aviv in 20 Minuten sowie in 40 bis 45 Minuten von Haifa. Seit 1990 hat sie den Status einer Stadtverwaltung.

## Geschichte
Die Stadt ist aus vier Siedlungen hervorgegangen, von denen jede ihre eigene Geschichte hat:

Magdiel: Die Siedlung Magdiel wurde am 2. August 1924 nach einem Treffen von zwölf Stadtgründern in Tel Aviv gegründet. Bei dieser Zusammenkunft wurde die Entscheidung getroffen, eine Siedlung für jüdische Arbeiter ins Leben zu rufen. Der Stadtteil wurde nach einem biblischen, edomitischen Stamm benannt (Genesis 36,43). Der Name bedeutet übersetzt: „köstliche Früchte Gottes“.

Ramatayim: Die Siedlung Ramatayim wurde 1924 von holländischen Pionieren, denen ein Schnitzerei-Betrieb gehört hatte, gegründet. Sie benannten den Stadtteil nach einem weiteren (statt Rama) Namen für den Geburtsort des Propheten Samuel (1.Samuel 1,1). 1926 immigrierten 13 Personen nach Ramatayim. Mit Geld lockte man Familien in die Siedlung und weitere 18 Familien wanderten ein.

Kfar Hadar: In der 4. Alija (1924–1928) kamen Immigranten aus Polen, einigen osteuropäischen Staaten sowie aus dem Irak und Jemen. Fast alle Einwanderer brachten ihre Familie mit nach Palästina.

Ramat Hadar: Ramat Hadar (nahe Kfar Hadar und Ramatayim gelegen) entstand erst relativ spät. Der Ort wurde 1938 in der Zeit der fünften Einwanderungswelle (Alija) vor allem durch deutsche Juden gegründet, die dort landwirtschaftliche Farmen errichteten. Hermann Maas schildert die Lebensverhältnisse in Ramat Hadar in den Jahren 1950 und 1953.
Im Dezember 1964 schlossen sie sich zu einer Gemeindeverwaltung zusammen und hatten 12.000 Einwohner. Am Vorabend des Unabhängigkeitstages im Mai 1990 erhielt Hod haScharon den Status einer Stadtverwaltung. Sie hatte zu der Zeit 26.000 Einwohner. An der nördlichen Stadtgrenze zu Kfar Saba erhielt Hod haScharon mit dem Bahnhof Hod haScharon – Sokolow über dem Rechov Sokolow im Zuge der Scharonbahn am 2. September 2006 Anschluss ans Bahnnetz. Im Mai 2020 wurde der Bau des Seekomplexes genehmigt. Der Komplex soll etwas mehr als 10 Hektar groß sein und mehrere Hotels, Geschäfte, einer Promenade und einem künstlichen See bestehen.

## Bevölkerung und Einkommen
Die Einwohnerzahl beträgt 65.414 (Stand: Januar 2022). 2016 zählte die Stadt 58.914 Einwohner (Stand: 2016). Hod haScharon gehört zu den wohlhabendsten Städten Israels. Der hohe Lebensstandard lockt viele Familien von den Großstädten (vor allem Tel Aviv) in die Stadt, da Hod haScharon eine exzellente Bildungsinfrastruktur und einen hohen Kulturstandard vorweisen kann. Das monatliche Durchschnittseinkommen beträgt 8903 Schekel/1600 Euro (israelischer Durchschnitt: 6008 Schekel/1088 Euro). Der jährliche Bevölkerungszuwachs beträgt knapp drei Prozent, und auch in Zukunft plant die Stadt, weitere Straßen und Einfamilienhäuser zu bauen.

## Wappen
Das Stadtsymbol hat zwei charakteristische Elemente:
- Der Zitronenbaum erinnert an die Anfänge der Landwirtschaft, die primär auf den Anbau von Zitrusfrüchten konzentriert war. Die vier Kreise an der Baumspitze symbolisieren die vier Gründersiedlungen von Hod haScharon.
- Das Zahnrad verweist auf die Industrie.

## Bildung
Es gibt elf Grundschulen, drei Mittelschulen und drei Junior-Highschools.
Nach Angaben des zentralen Statistikbüros Israels gehen 7581 Schüler in Hod haSharon zur Schule. Davon sind 3970 Grundschüler und 3611 Highschool-Schüler.
Grundschulen:
- „Zorim“ – eine Schule für spezielle Bildung.
- „Newe Mosche“ ist eine Schule für eine begrenzte Anzahl an Schülern. Sie gilt als die beste und anspruchsvollste Schule der Stadt.
- „Die demokratische Schule Hod haScharons“: wurde 2001 geöffnet. Dort werden 180 Schüler unterrichtet.
- „Schilo“: ist die älteste Schule Hod haScharons im Stadtteil Magdiel. Dort werden grundsätzlich nur religiöse Kinder unterrichtet.
- „Tali“: ist die größte Schule Hod haSharons (600 Schüler). Viele Kinder aus Nachbarortschaften wie Kfar Saba, Raʿanana oder auch Herzlia gehen dort zur Schule.

Weitere Schulen sind: Reot, Rabin, Yigʾal Allon, Lapid, Kehillat Alef und Mamlachti
Mittelschulen:
- HaRischonim
- HaSchachar
- ʿAtidim
- (Außerdem verfügt die Schule Tali (siehe oben) über eine Mittelschule. Sie ist zugleich Volksschule und Mittelschule)

Junior Highschools:
Die Alexander Muss Highschool ist wohl die bekannteste Schule Hod haScharons, welche amerikanischen Jugendlichen und Erwachsenen die Chance bietet, mehrere Monate in Israel zur Schule zu gehen und im Rahmen von Ausflügen das Land besser kennenzulernen. Die Highschool befindet sich am Mosenson-Campus, einem Campus, wo verschiedene Schulen mit Schülern aus Israel, Russland, USA, Kanada, Deutschland und Äthiopien beheimatet sind.

## Verkehr und Kommunikation
Hod haScharon hat zwei lokale Zeitungen: Hod haKfar und Jarok. Außerdem verfügt die Stadt über einen eigenen Kabel-Fernsehsender. Zwei Bahnstationen der Scharonbahn liegen im Stadtgebiet, der 2003 eröffnete Bahnhof Kfar Saba – Nordau im Nordosten nahe an der Grenze zu Kfar Saba und weiter westlich der 2006 eröffnete Bahnhof Kfar Saba – Sokolow.

## Sehenswürdigkeiten

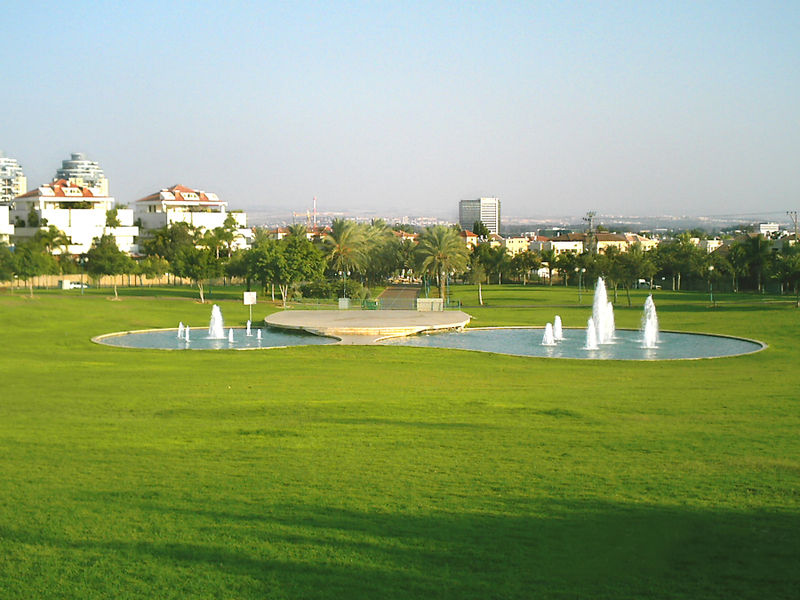
Park der vier Jahreszeiten

- Der Park der vier Jahreszeiten ist im Jahr 1996 nach der Weiterentwicklung des westlichen Bezirkes Hod haScharons entstanden und ist vor allem den Kindern gewidmet. Der Park dient zumeist Freizeitaktivitäten (insbesondere in den großen Sommerferien) und bietet Platz für größere Veranstaltungen im Rahmen des Unabhängigkeitstages (Jom haʿAtzmaʾut). Außerdem werden größere Sportereignisse (z. B. Fußballspiele im Rahmen von Welt- oder Europameisterschaften) auf einer großen Videowand übertragen.

- Der Hautaker-Platz befindet sich in Ramatayim und wurde nach seinem Stifter Hautaker benannt. Besonders bei Kindern erfreut sich der Spielplatz großer Beliebtheit.
- Jad la-Banim (Gedenkort für die Söhne): Anfang der 1990er Jahre plante der damalige Bürgermeister Ezra Binyamini die Errichtung dieses Gebäudes. In diesem Gebäude befindet sich nicht nur die große Stadtbücherei, sondern auch ein Denkmal für gefallene Soldatinnen und Soldaten im Dienste des Staates Israel. Am 3. Oktober 1993 öffnete das Gebäude seine Pforten. Die Fläche des ganzen Grundstückes beträgt 20 km². Zusätzlich wurde eine Jeschiva und ein Spielplatz aufgebaut.

## Rassismus
Im Oktober 2015 kündigte die Gemeinde Hod haScharon auf ihrer offiziellen Website an, dass dem Reinigungspersonal, bei dem es sich um arabische Israelis handelt, während der Unterrichtszeiten der Zutritt zu den Schulen der Gemeinde verboten sei.

## Bürgermeister der Stadt
- 1990–2004 Ezra Binyamini
- 2004–2018 Chai Adiv
- seit 2018 Amir Kochavi

## Partnerstädte
- Dorsten (Deutschland) seit 1994
- Sinaia, Rumänien
- Izmir, Türkei

## In der Stadt geboren
- Ron Arad (* 1958; verschollen 1986), Waffensystemoffizier der israelischen Luftwaffe
- Danny Ayalon (* 1955), ehemaliger israelischer Botschafter in den USA und stellvertretender Außenminister Israels
- Michal Biran (* 1978), israelische Politikerin
- Bar Refaeli (* 1985), Model
- Avihai Yadin (* 1986), Fußballspieler
- Netta Barzilai (* 1993), Sängerin
- Shira Haas (* 1995), Schauspielerin
- Dor Peretz (* 1995), Fußballspieler
- Shahar Biran (* 1998), Tennisspielerin
- Yoav Hofmayster (* 2000), Fußballspieler
- Omri Gandelman (* 2000), israelisch-portugiesischer Fußballspieler
- Omri Shiff (* 2000), Leichtathlet